# Milan Broum
Milan Broum (* 8. června 1951, Nečín u Příbrami) je český rockový hudebník, od roku 1975 baskytarista skupiny Olympic.

## Životopis
Pochází z hudební rodiny, otec byl učitelem. Milan Broum vystudoval gymnázium v Dobříši, absolvoval ZUŠ v Mníšku pod Brdy, poté studoval na pražské Konzervatoři Jaroslava Ježka (1988–1993).
Působil v amatérských The Members a v profesionální formaci Perpetuum Mobile, rok hrál ve Finsku. Vystupoval mj. s Karlem Gottem a Danem Bártou. Jeho první elektrickou kytarou byla šestistrunná Jolana.
Do skupiny Olympic nastoupil na pozici baskytaristy v roce 1975 místo Pavla Petráše v době hluboké krize skupiny. Doporučil jej Slávek Janda, bratr vedoucího Olympicu Petra Jandy. Prvním albem, na němž se podílel, byl Marathón. Do repertoáru skupiny přispěl instrumentální skladbou Sprcha.
Milan Broum má dvě děti, dceru Danu a syna Milana.